# Молчанов, Александр Николаевич (писатель)

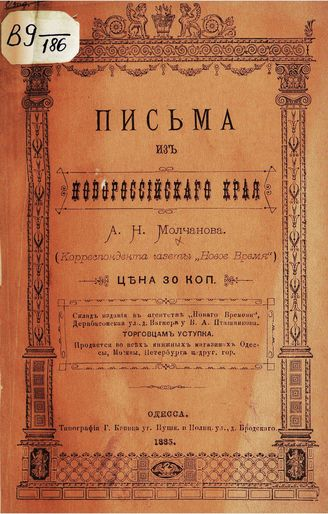
Молчанов А. Н. «Письма из Новороссийского края». — Одесса, 1884

Александр Николаевич Молчанов (1847, Казанская губерния, Российская империя — не ранее 1916) — русский писатель

 и журналист, издатель, путешественник, прозаик, публицист.

## Биография
Из дворян Казанской губернии.
Изучал право в Императорском Санкт-Петербургском университете. В 1870-х годах эмигрировал.
С 1870-х годов работал корреспондентом газеты «Новое время». В 1880-х годах стал известен в качестве бойкого, но не всегда точного корреспондента.
С 1894 года издавал распространенную в провинции иллюстрированную газету «Санкт-Петербург» (с 1914 года «Петроград»), прозаик.
В июне 1890 г. в качестве корреспондента газеты «Новое время» встречался с Л. Толстым. О своих посетителях этого дня Толстой записал в дневнике: «Корреспондент Молчанов — пустой, и тульский Баташев и доктор — ещё пуще… Я очень не в духе» (т. 51, с. 47).
Интервью Молчанова с Толстым было перепечатано в европейских газетах и имело широкие отголоски. Молодой Р. Роллан писал другу семьи Герцена Мальвиде фон Мейзенбуг 2 июля 1890 г.: «Читали ли вы интервью с Толстым относительно Вильгельма II и Бисмарка? Толстой не без сочувствия смотрит на реформы, предпринятые императором, но Бисмарка презирает от всего сердца» («Дружба народов», 1960, No 11, с. 241).

## Избранные произведения
- «Путевые письма, повести, рассказы и наброски» (Санкт-Петербург, 1878);
- «Между миром и конгрессом» (Санкт-Петербург, 1878);
- «По России» (Санкт-Петербург, 1884);
- «Письма из Новороссийского края» (Одесса, 1885);
- «В Ясной Поляне» (1890);
- «Царство рулетки» (Санкт-Петербург, 1895) и другие.

Автор ряда политических статей в «Историческом вестнике» («Восточный конгресс в 1839—1841 г.» (Письма в «Новое время» из Константинополя, Измида с Принцевых островов, из Дарданелл, Галлиполя, Сан-Стефано и Филлипополя, 1886, № 5), «Из английской истории литературы о России» (1886, № 1), «Современная Персия» (1889, № 1), «Мемуары Бейста» (1887, № 6), «Записки Габара-паши» (1887, № 1), «Воспоминания об И. С. Аксакове» (1886, № 8), «Поездка в Окраинский монастырь» (1890, № 3).